# يتسكي يامادا
يتسكي يامادا (باليابانية: 山田 樹) (5 أكتوبر 1990 في كيوتو في اليابان – )؛ هو لاعب كرة قدم كان يلعب كمدافع.

## وصلات خارجية
- يتسكي يامادا على موقع رابطة كرة القدم اليابانية للمحترفين (اليابانية)
- يتسكي يامادا على موقع قاعدة بيانات كرة القدم.إي يو (الإنجليزية)
- يتسكي يامادا على موقع Soccerway.com (الإنجليزية)